# پتکو
پتکو (انگلیسی: Petco) شرکت خرده‌فروشی آمریکایی است، که در سال ۱۹۶۵ تأسیس شد.